# Дом врача (Гомель)
Дом врача (бел. Дом урача) — памятник архитектуры начала XX века, расположенный в центре Гомеля по адресу Ирининская улица, 11. Является объектом Государственного списка историко-культурных ценностей Республики Беларусь.

## История
Здание было построено в 1903 годe по проекту архитектора Станислава Даниловича Шабуневского для гомельского врача Наума Ильича Александрова. Часть его комнат использовались как жилые, другие были предназначены для ведения врачебной практики. Со стороны двора к нему примыкает небольшая хозяйственная пристройка, в которой располагались кухня и жильё для прислуги.
В настоящее время в здании располагается Дом гражданских обрядов Гомельского горисполкома.

## Архитектура
Кирпичное одноэтажное здание в стиле модерн имеет в плане квадратную форму. Внутренняя планировка коридорная.
Композиция главного фасада, выходящего на красную линию застройки улицы, симметрична. Главный вход выполнен в виде прямоугольного крыльца-портика с фигурным аттиком, который поддерживается двумя квадратными колоннами, украшенными лепным декором. Также декоративными лепными деталями отделаны простенки между шестью высокими окнами и карнизные плоскости. На аттик помещён лепной фамильный вензель бывших владельцев дома, а также число «1903» — год постройки дома.